# Gare de Bagnoles-de-l'Orne
Ne doit pas être confondu avec Gare de Bagnols - Chadenet ou Gare de Bagnols-sur-Cèze.
La gare de Bagnoles-de-l'Orne est une ancienne gare ferroviaire française de la ligne de Briouze à Couterne, située sur le territoire de la commune de Bagnoles-de-l'Orne, dans le département de l'Orne, en région Normandie.
Elle est fermée depuis 1992. 